# پاول مارش
پاول مارش (انگلیسی: Pavel Mareš؛ زادهٔ ۱۸ ژانویهٔ ۱۹۷۶) یک بازیکن فوتبال اهل جمهوری چک است.
وی همچنین در تیم ملی فوتبال جمهوری چک بازی کرده‌است.